# Seleute

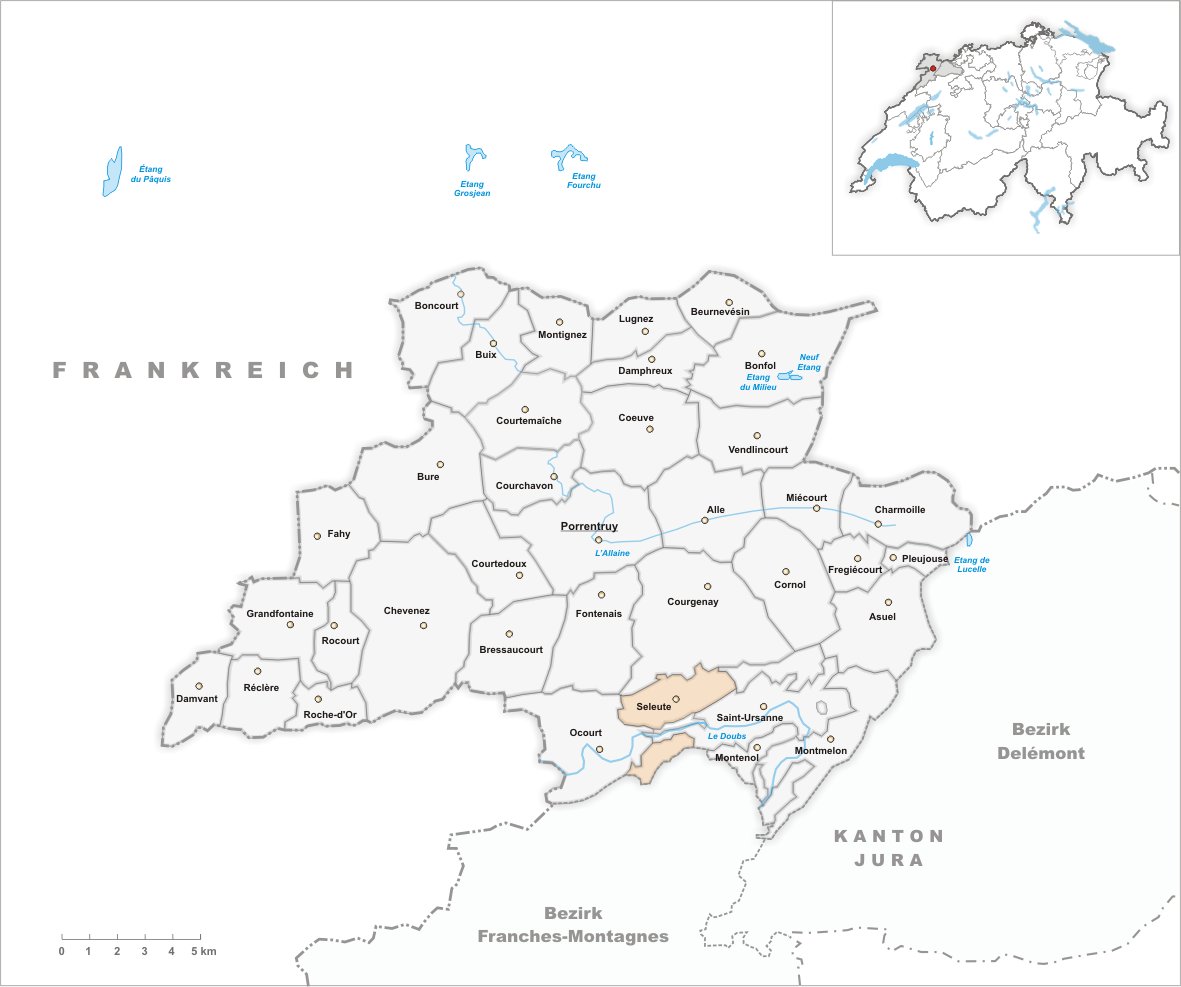
Gemeindestand vor der Fusion am 1. Januar 2009

Seleute (fc. [(ɛ) slœt]; dt. Schelten) ist ein Dorf und eine ehemalige politische Gemeinde im Distrikt Porrentruy des Schweizer Kantons Jura.

## Geographie
Seleute liegt auf 650 m ü. M., sechs Kilometer südsüdöstlich des Bezirkshauptorts Porrentruy (Luftlinie). Das Bauerndorf erstreckt sich auf einer Geländeterrasse am nördlichen Talhang des Doubs, rund 200 m über dem Talboden, im Kettenjura. 
Die Fläche des 6,8 km² grossen ehemaligen Gemeindegebiets umfasst den Südhang der Jurakette des Lomont, der durch mehrere kleine Erosionstäler und eine Vorterrasse gegliedert ist. Die Nordgrenze verlief in Kammnähe (meist jenseits der Wasserscheide) über La Gravière (857 m ü. M.), La Joratte (901 m ü. M.) und erreichte im Plainmont de Monnat mit 902 m ü. M. den höchsten Punkt der Gemeinde. Ganz im Osten reichte das Gebiet bis zur Passhöhe Sur la Croix der Kantonsstrasse von Courgenay nach Saint-Ursanne. Seleute besass eine grössere Exklave auf der gegenüberliegenden Seite des Doubs, im Clos du Doubs, am Nordhang der Fin du Teck (bis 800 m ü. M., 166,6 ha). Von der Gemeindefläche entfielen 1997 2 % auf Siedlungen, 55 % auf Wald und Gehölze und 43 % auf Landwirtschaft.
Zu Seleute gehörten mehrere Einzelhöfe. Nachbargemeinden von Seleute waren Saint-Ursanne, Montmelon, Epauvillers, Epiquerez, Ocourt und Courgenay.

## Bevölkerung
Mit 72 Einwohnern (Ende 2007) gehört Seleute zu den kleinsten Gemeinden des Kantons Jura. Von den Bewohnern sind 95,5 % französischsprachig und 4,5 % deutschsprachig (Stand 2000). Seit 1850 hat die Bevölkerung von damals über 150 Einwohnern um rund die Hälfte abgenommen. 1900 wurden noch 116 Einwohner gezählt.

## Wirtschaft
Seleute ist ein durch die Landwirtschaft geprägtes Dorf, wobei die Viehzucht und die Milchwirtschaft neben etwas Ackerbau und Obstbau überwiegen. Der Ort bietet kaum Arbeitsplätze ausserhalb des primären Sektors. Die wenigen Erwerbstätigen, die nicht in der Landwirtschaft tätig sind, arbeiten hauptsächlich im Talort Saint-Ursanne.

## Verkehr
Die Gemeinde liegt weit abseits der grösseren Durchgangsstrassen. Von der Kantonsstrasse, die von Saint-Ursanne entlang dem Flusslauf des Doubs nach Saint-Hippolyte (Doubs) in Frankreich verläuft, gibt es eine Stichstrasse nach Seleute hinauf. Das Dorf besitzt keine Anbindung an den öffentlichen Verkehr.

## Geschichte
Das Dorf wird erstmals 1180 als Celute erwähnt; die Etymologie des Ortsnamens ist unbekannt. Seleute unterstand dem Fürstbistum Basel. Von 1793 bis 1815 gehörte das Dorf zu Frankreich und war anfangs Teil des Département du Mont-Terrible, ab 1800 mit dem Département Haut-Rhin verbunden. Durch den Entscheid des Wiener Kongresses kam Seleute 1815 an den Kanton Bern, am 1. Januar 1979 dann an den neu gegründeten Kanton Jura. Die Gemeinde wurde zum 1. Januar 2009 mit Epauvillers, Epiquerez, Montenol, Montmelon, Ocourt und Saint-Ursanne zur neuen Gemeinde Clos du Doubs vereinigt.

## Sehenswürdigkeiten
Die Kapelle Notre-Dame-du-Sacré-Cœur wurde 1888 erbaut und 1955 renoviert. Seleute gehörte stets zur Pfarrei Saint-Ursanne. Das ehemalige Schulhaus wurde im 19. Jahrhundert im Stil des Neoklassizismus errichtet.

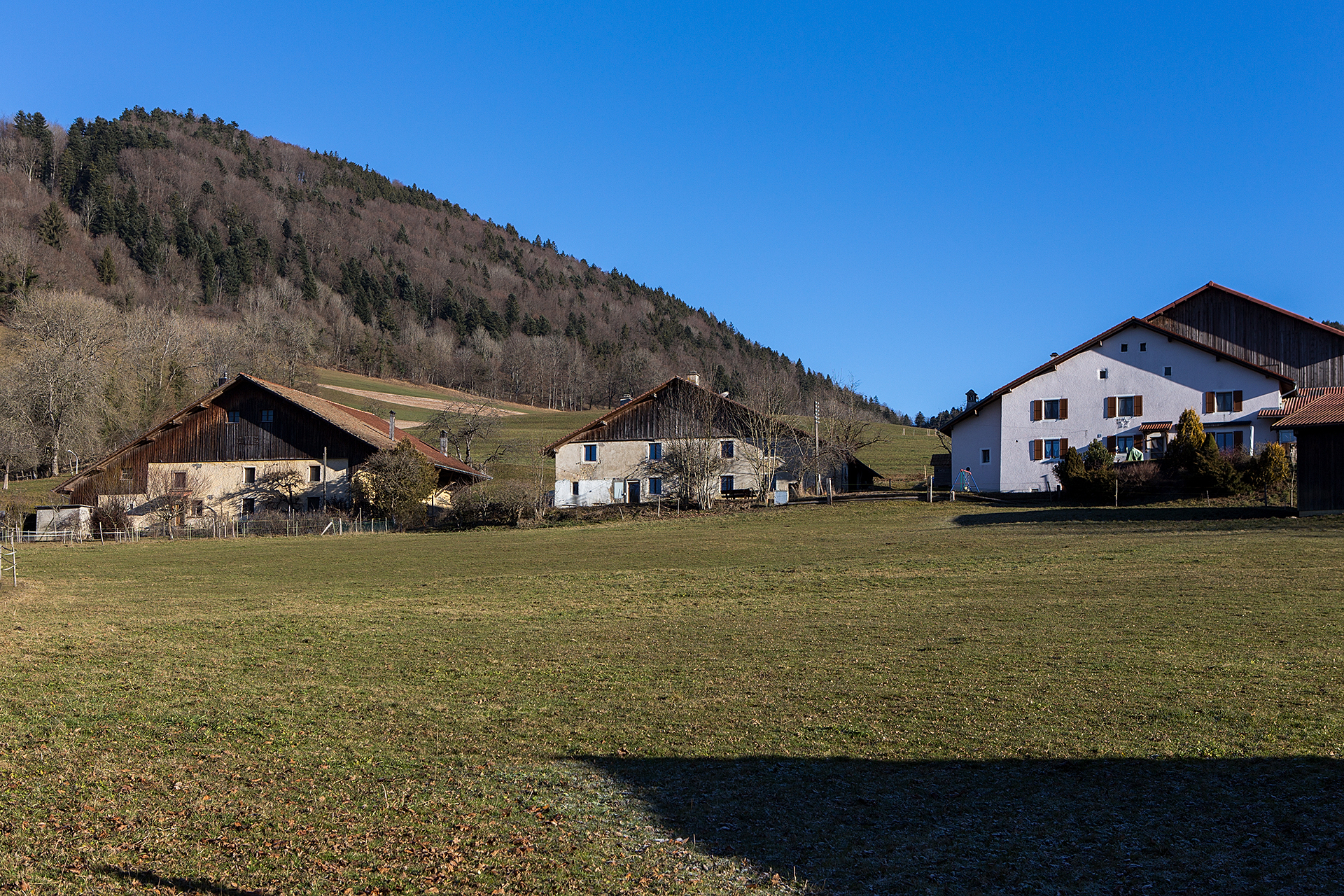
Bauernhäuser
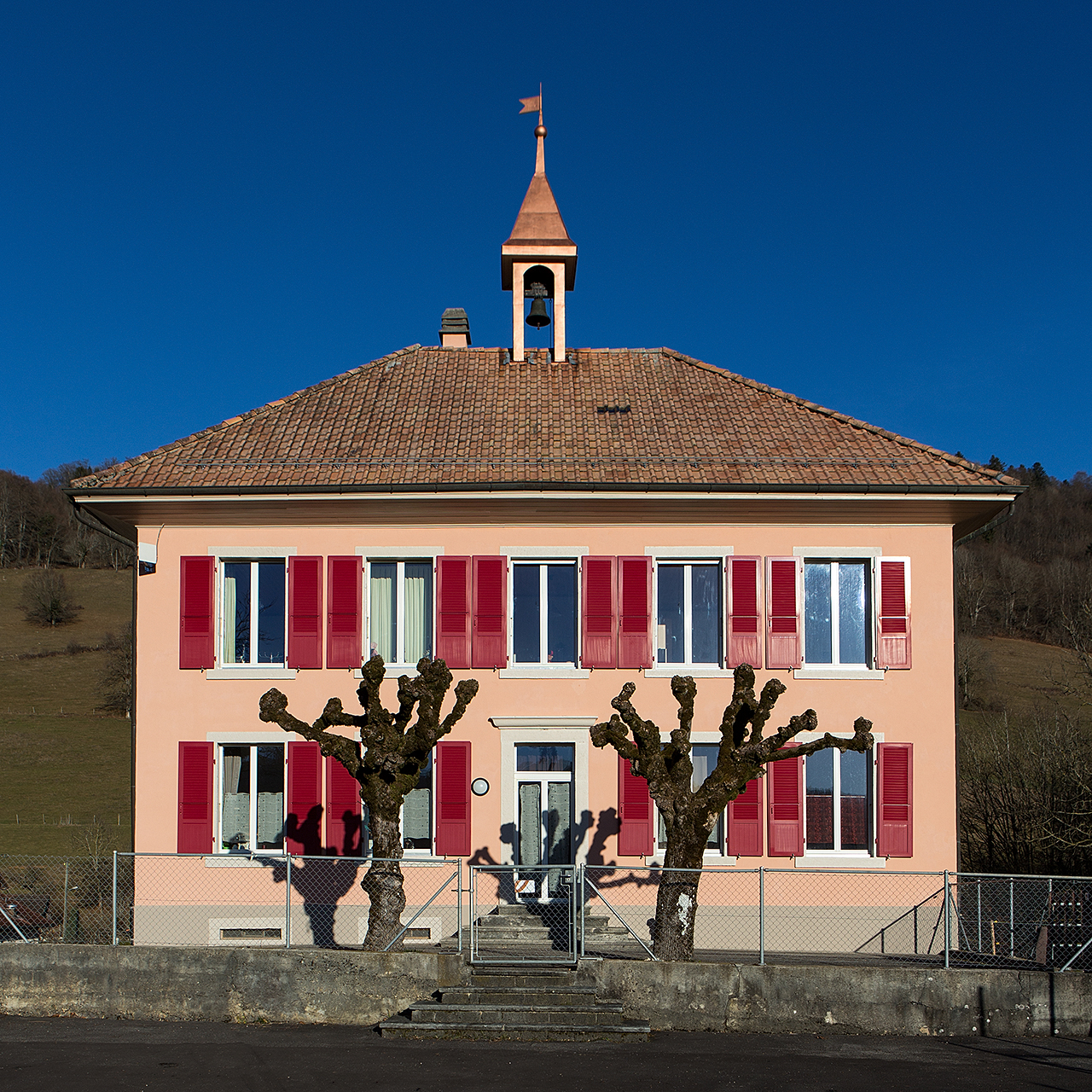
ehem. Schulhaus
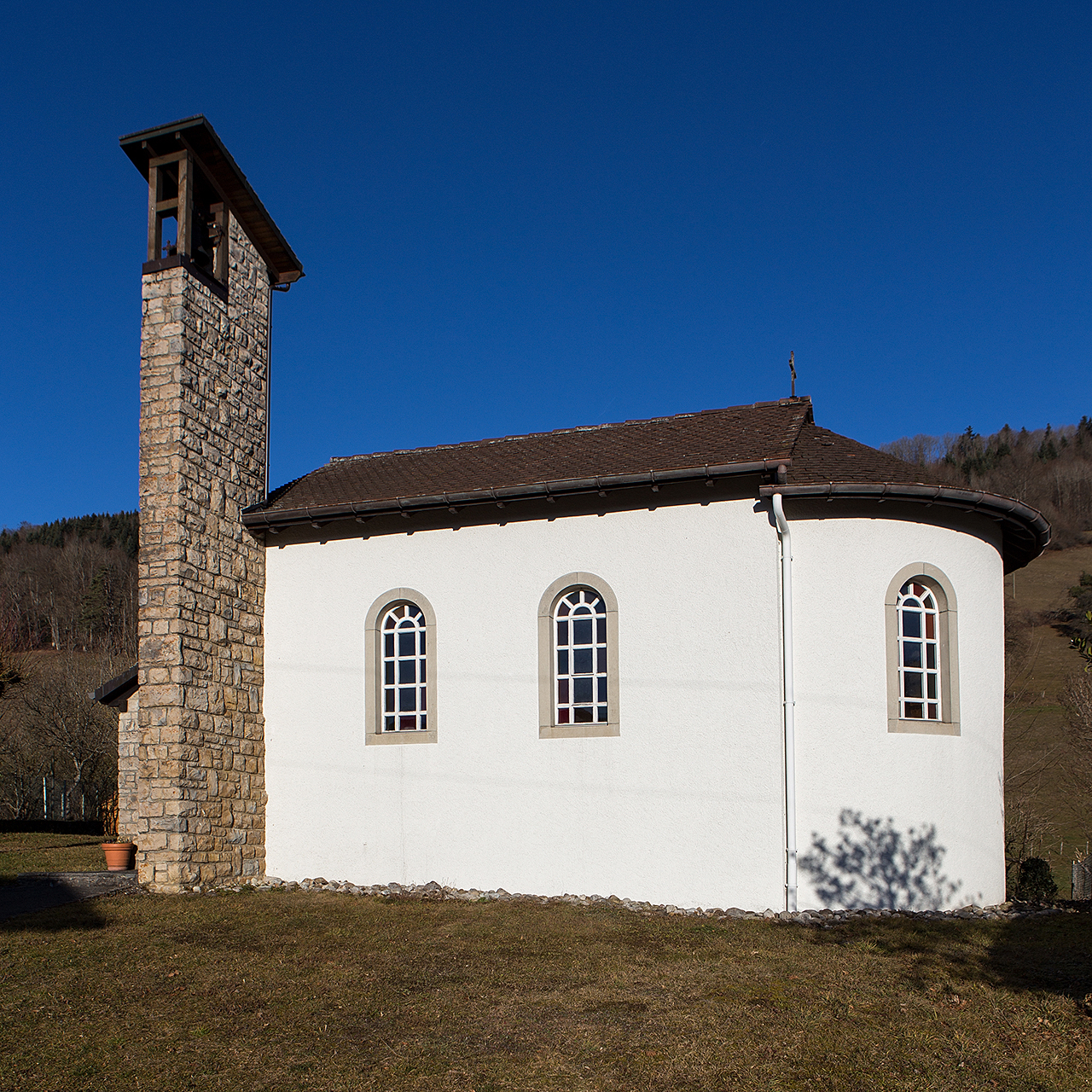
Kapelle
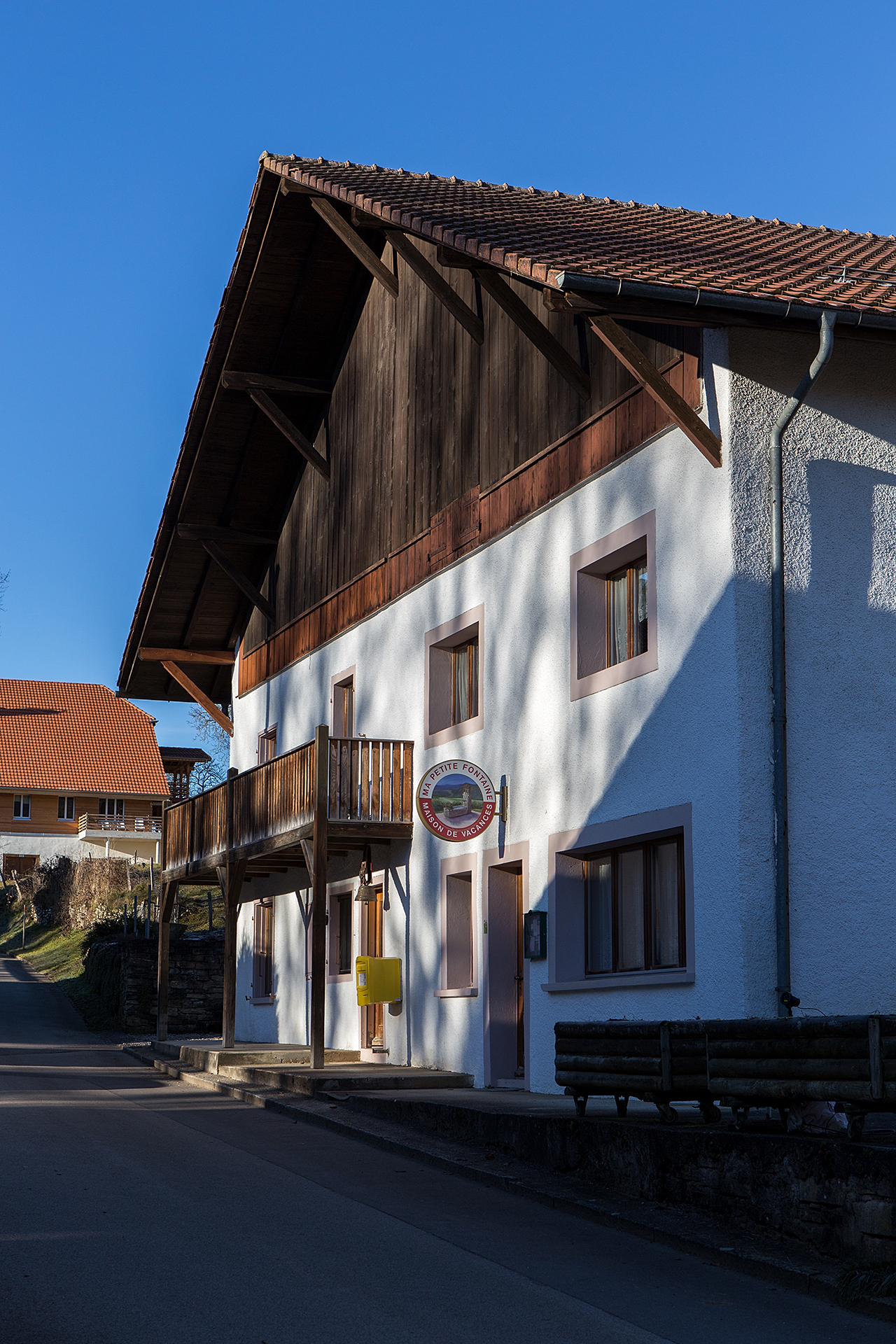
Maison de Vacances